# Chindongo minutus
Espèce
Statut de conservation UICN

 LC  : Préoccupation mineure
Chindongo minutus est une espèce de poissons d'eau douce de la famille des Cichlidae (ordre des Cichliformes) endémique du lac Malawi en Afrique.

## Description
Chindongo minutus peut mesurer jusqu'à 66 mm, queue non comprise, pour les mâles.

## Classification
Le nom valide complet (avec auteur) de ce taxon est Chindongo minutus (Fryer (d), 1956). Pour le GBIF ce taxon n'est pas valide et le considère comme un synonyme de Pseudotropheus minutus.
L'espèce a été initialement classée dans le genre Pseudotropheus sous le protonyme Pseudotropheus minutus Fryer, 1956.
Chindongo minutus a pour synonyme :
- Pseudotropheus minutus Fryer, 1956

## Étymologie
Son épithète spécifique, du latin minutus, « miette, poussière », lui a été donné en référence à sa petite taille.

## Publication originale
- (en) G. Fryer, « New species of cichlid fishes from Lake Nyasa », Revue de Zoologie et de Botanique Africaines, Belgique, vol. 53, nos 1-2,‎ 14 avril 1956, p. 81-91 (ISSN 0035-1814).